# Oleg Felewitsch Boschjew
Oleg Felewitsch Boschjew (russisch Олег Фелевич Божьев; * 25. August 1961 in Moskau) ist ein ehemaliger russischer Eisschnellläufer, der für die Sowjetunion startete.
Boschjew wurde 1984 in Göteborg Mehrkampfweltmeister. Von 1985 bis 1987 errang er jeweils die Silbermedaille bei den Weltmeisterschaften. 
Bei den Olympischen Spielen 1984 in Sarajevo gewann Boschjew die Bronzemedaille über 1500 Meter. 
1984 stellte Boschjew im Medeo einen neuen Weltrekord von 1:53,26 Minuten über 1500 Meter auf.